# Krzysztof Mączyński
Krzysztof Mączyński (født 23. maj 1987 i Kraków, Polen) er en polsk fodboldspiller, der spiller som midtbanespiller i Legia Warszawa.

## Titler
- Ekstraklasa: 2
  - 2007/08, 2008/09 med Wisła Kraków

- I Liga: 1
  - 2010/11 med ŁKS Łódź